# 油醋汁

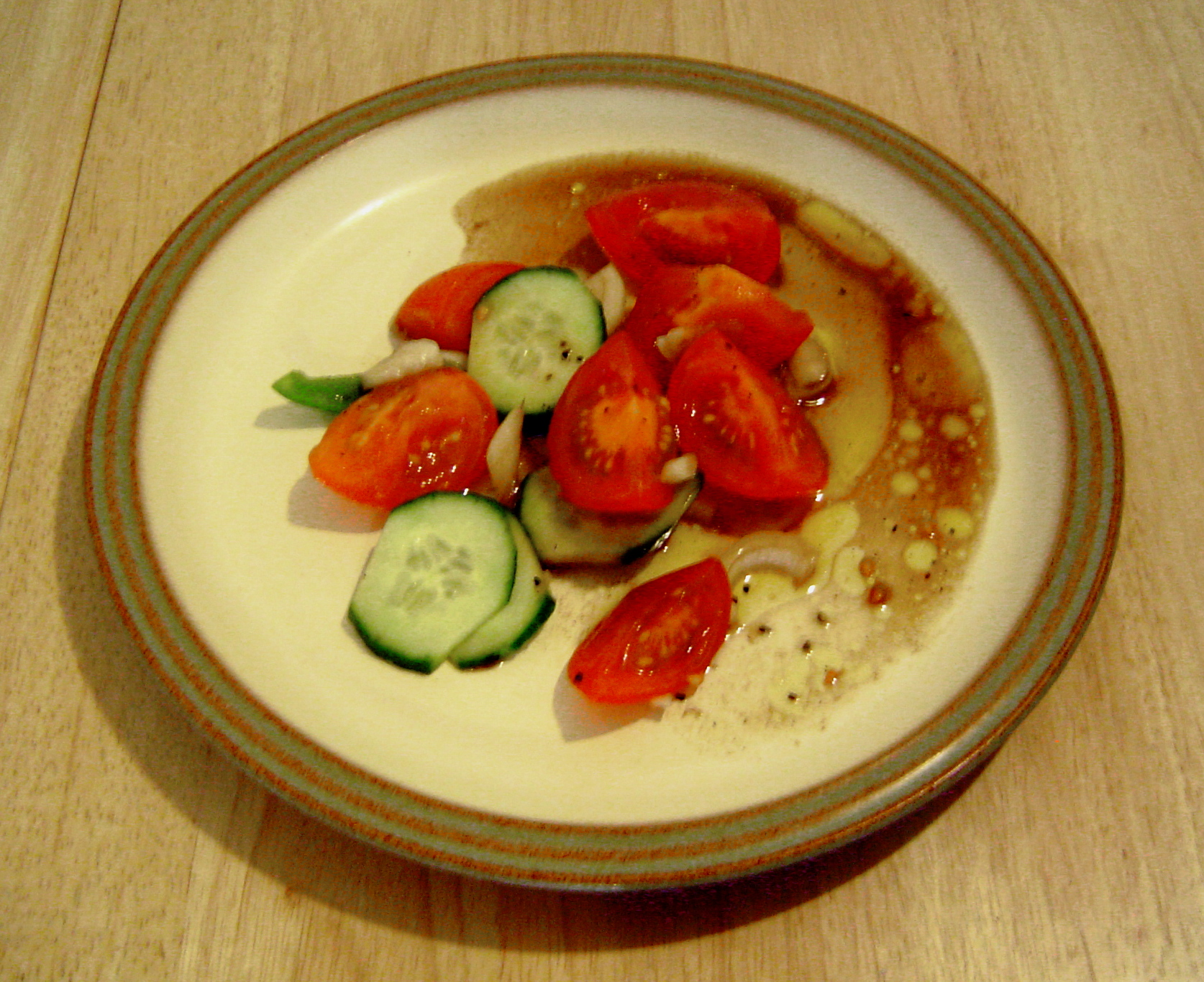
一份由黄瓜、西红柿和洋葱，配油醋汁（橄榄油和意大利香醋）拌好的沙拉。

油醋汁（法語：Vinaigrette）由食用油和醋调制成，可以用盐、香草或其他香料来加强味道。油醋汁通常作为沙拉酱汁使用，但也可以用作腌料。传统来说，一份油醋汁包括三份油和一份醋，调和成为乳浊液。不过，也有不同比例调和的种类，甚至有不稳定而会分层的油醋汁。

## 词源
法语“Vinaigrette”一词是法语醋（Vinaigre）一词的指小形式。英语曾用法式酱汁（French Dressing）一词代指油醋汁。现在法式酱汁在美国英语中则指用番茄酱、蛋黄酱和油醋调制出来的一种浓稠的沙拉酱汁。汉语中则用沙拉酱汁的两种配料名而称其为油醋汁。

## 制作
传统上用三份油配上一份醋来制作油醋汁，然后搅拌成为乳浊液，并添加盐和胡椒粉调味。一般当沙拉配料含有熟菜或者谷物时，香草和小葱也会一并加入。有时油醋汁也会加入芥末，来增加稠度和风味。也有的油醋汁会加入一些甜味，比如枫糖。

## 变种
各种油和各种醋都可以用于制作油醋汁。常用的食用油包括橄榄油，和大豆油、菜籽油、粟米油、葵花籽油、红花油、花生油、葡萄籽油等植物油。
不同的醋，包括树莓醋等水果醋可以带来不同的风味。柠檬汁或者酒精，在不同地方也可以用来代替醋。意大利油醋汁（Balsamic vinaigrette）是在用橄榄油和红酒醋调制好后，再加入意大利香醋提味。
在法国，油醋汁用于凉拌各式沙拉。另外也作为酱汁搭配冷食的熟朝鲜蓟、芦笋和韭葱。在法国北部，通常用核桃油和苹果醋调制油醋汁来拌菊苣沙拉。
美国油醋汁通常还可以包括很多其他配料，比如柠檬、松露、大蒜、砂糖以及树莓等其他莓类。另外也有酱汁加入帕马森奶酪或者蓝干酪等奶酪。工业化生产的瓶装油醋汁中还会添加卵磷脂作为乳化剂，可以减缓分层。